# ژانگیه
ژانگیه (به لاتین: Zhangye) یک شهر مرکزی در جمهوری خلق چین است که در گانسو واقع شده‌است.

## خصوصیات
ژانگیه ۴۲٬۰۰۰ کیلومترمربع مساحت و ۱٬۱۹۹٬۵۱۵ نفر جمعیت دارد.